# Weitwanderweg

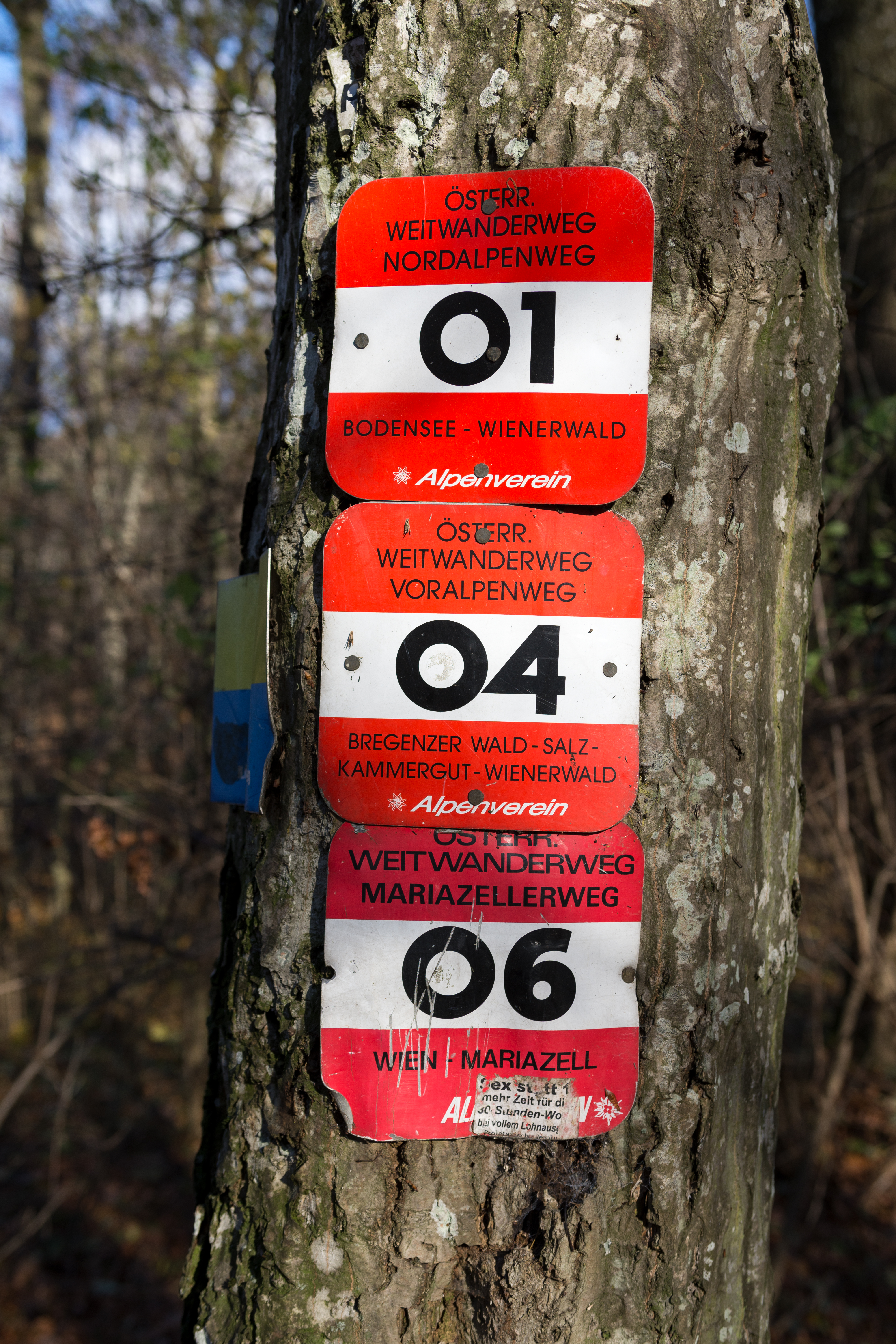

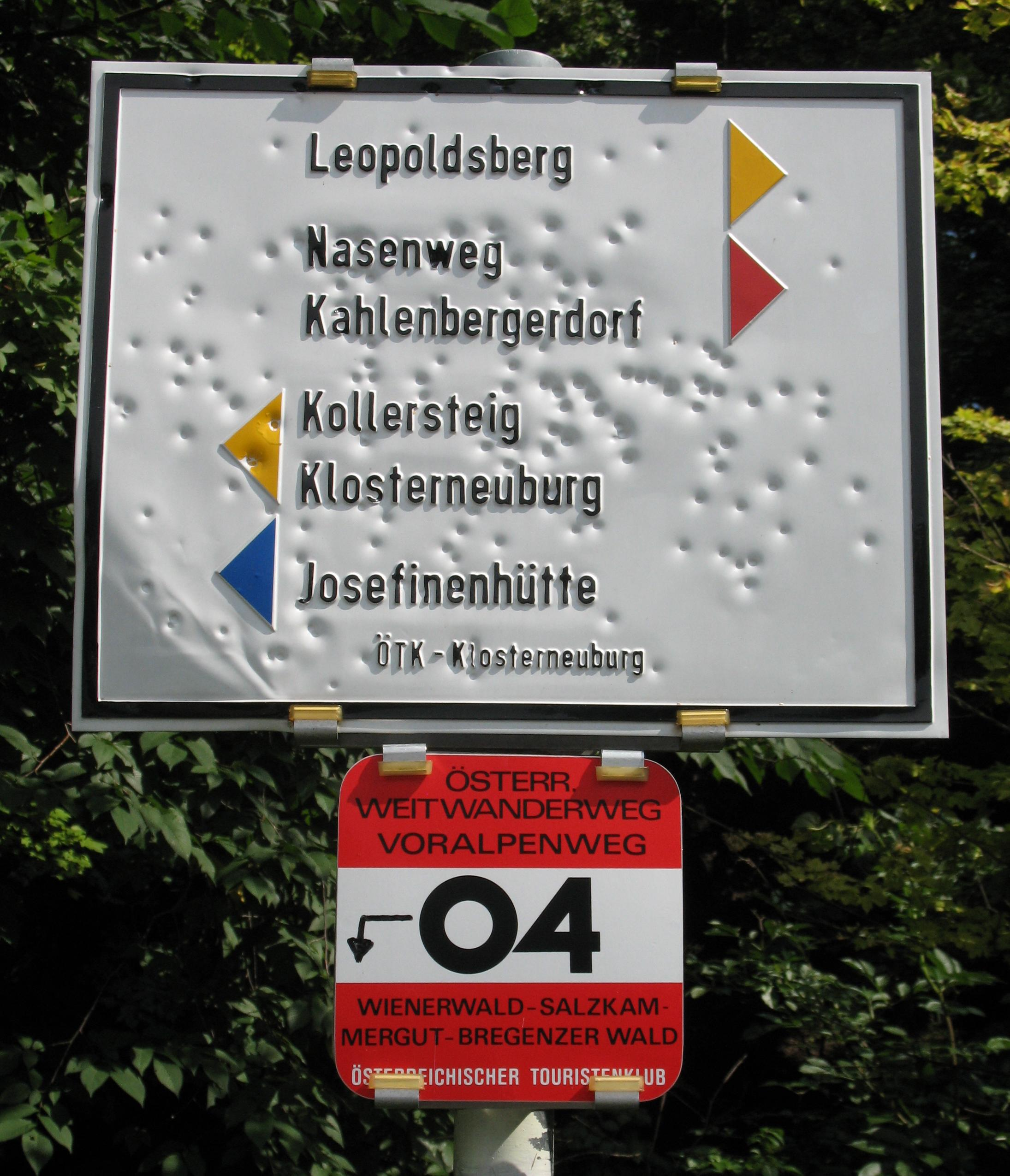

Een Weitwanderweg is een langeafstandswandelpad in Oostenrijk. Het land telt 10 nationale Weitwanderwege die bewegwijzerd zijn met een zwart tweecijferig nummer op de Oostenrijkse vlag. Ze zijn minstens driehonderd kilometer lang en lopen door minstens drie Oostenrijkse deelstaten.
- Weitwanderweg 01: Nordalpenweg: 1000 km (Neusiedler See-Bodenmeer)
- Weitwanderweg 02: Zentralalpenweg: 1200 km (Hainburg-Feldkirch)
- Weitwanderweg 03: Südalpenweg: 660 km
- Weitwanderweg 04: Voralpenweg: 870 km
- Weitwanderweg 05: Nord-Süd-Weitwanderweg: 500 km
- Weitwanderweg 06: Mariazeller Wege: pelgrimsroutes naar Mariazell, samen 1400 km
- Weitwanderweg 07: Ostösterreichischer Grenzlandweg: 700 km
- Weitwanderweg 08: Eisenwurzenweg: 580 km
- Weitwanderweg 09: Salzsteigweg: 430 km
- Weitwanderweg 10: Rupertiweg: 560 km

Andere langeafstandswandelpaden in Oostenrijk zijn bijvoorbeeld de Adlerweg, Alpe Adria Trail, Via Alpina en Donausteig.